# Яцек Йежерски
Я̀цек Йежѐрски (на полски: Jacek Jezierski) е полски римокатолически духовник, доктор по богословие, викарен епископ на Варминската архиепархия и титулярен епископ на Либералия (1994 – 2014), епископ на Елбльонгската епархия от 2014 година.

## Биография
Яцек Йежерски е роден на 23 декември 1949 година в Олщин. През 1967 година завършва общообразователния лицей „Константи Илдефонс Галчински“ в родния си град, след което продължава образованието си във Висшата духовна семинария „Хосианум“ в Олщин. Ръкоположен е за свещеник на 16 юни 1974 година от Юзеф Джазга, вармински епископ. Служи като викарий в енориите „Божия Майка на непрестанната грижа“ в Малборк и „Свети Николай“ в Елбльонг. Защитава докторска дисертация по догматично богословие в Люблинския католически университет. Специализира история на богословието и икуменизъм. Впоследствие преподава догматично богословие във Варминския богословски институт (1983 – 1999) и Варминско-Мазурския университет (1999 – 2013).
На 19 февруари 1994 година папа Йоан Павел II го номинира за викарен епископ на Варминската архиепархия и титулярен епископ на Либералия. Приема епископско посвещение (хиротония) на 3 март в съкатедралата „Свети ап. Яков“ в Олщин, от ръката на Юзеф Глемп, примас на Полша, в съслужие с Едмунд Пишч, вармински архиепископ и Тадеуш Гоцловски, гдански архиепископ. На 10 май 2014 година папа Франциск го номинира за елбльонгски епископ. Поема канонично епархията на 28 май и влиза тържествено в елбльонгската катедрала като епископ на 8 юни. На 24 март 2016 година обявява свикването на първи синод на епархията.